# جوزيف ريد إينغيرسول
جوزيف ريد إينغيرسول هو محامي ودبلوماسي وسياسي أمريكي، ولد في 14 يونيو 1786 في فيلادلفيا في الولايات المتحدة، وتوفي بنفس المكان في 20 فبراير 1868. نشط حزبياً في حزب اليمين. وقد انتخب عضو مجلس النواب الأمريكي ‏.